# Régiment Royal-Champagne cavalerie
Das Régiment Royal-Champagne cavalerie, zuletzt als 19e régiment de cavalerie, war ein Regiment der schweren Kavallerie, aufgestellt im Königreich Frankreich, im Dienst während des Ancien Régime, der Ersten Republik und des Konsulats.

## Aufstellung und signifikante Änderungen
- 1. Oktober 1682: Aufstellung als Régiment de Tallard cavalerie
- 10. Dezember 1688: Umbenennung in Régiment de Duras cavalerie
- 1710: Umbenennung in Régiment de Villequier cavalerie
- April 1723: Umbenennung in Régiment de La Mothe-Houdancourt cavalerie
- 10. März 1734: Umbenennung in Régiment de Brissac cavalerie
- 20. Februar 1743: Umbenennung in Régiment de La Rochefoucauld cavalerie
- 1. Dezember 1761: Verstärkt durch die Eingliederung des Régiment de Preissac cavalerie und Umbenennung in Régiment Royal-Champagne cavalerie[1]
- 1. Januar 1791: Umbenennung in 20e régiment de cavalerie
- 1792 : Umbenennung in 19e régiment de cavalerie[2]
- 24. September 1803: Aufgelöst

## Ausstattung

### Standarten
Das Regiment führte bis 1761 vier Standarten aus gelber Seide. Beidseitig war die königliche Sonne abgebildet, die von Lilien an den Ecken eingefasst war. Alle Stickereien, sowie die Fransen waren in Gold ausgeführt. Ab 1761 waren die Standarten aus blauer Seide auf der Vorderseite mit insgesamt 24 goldenen Lilien. Darauf aufgelegt die königliche Sonne und der Wahlspruch des Königs Nec pluribus impar. Auf der Rückseite war das Wappen des Hauses Champagne zu sehen.

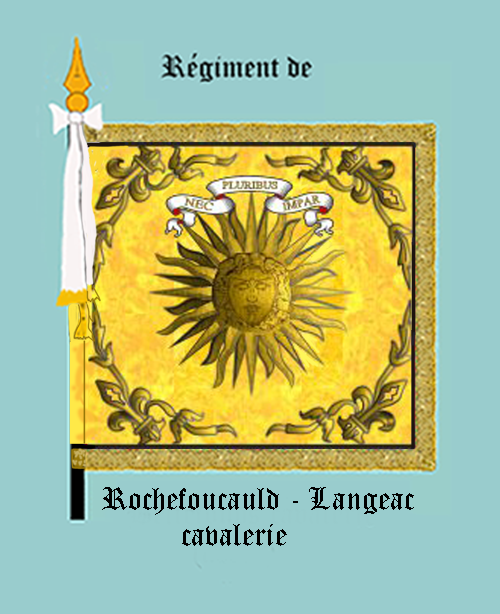
Standarte bis 1761
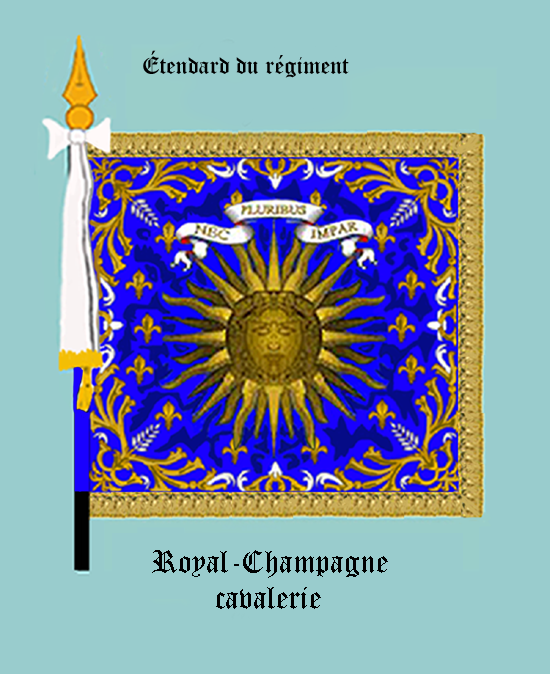
Royal-Champagne (Vorderseite) 1761 bis 1791
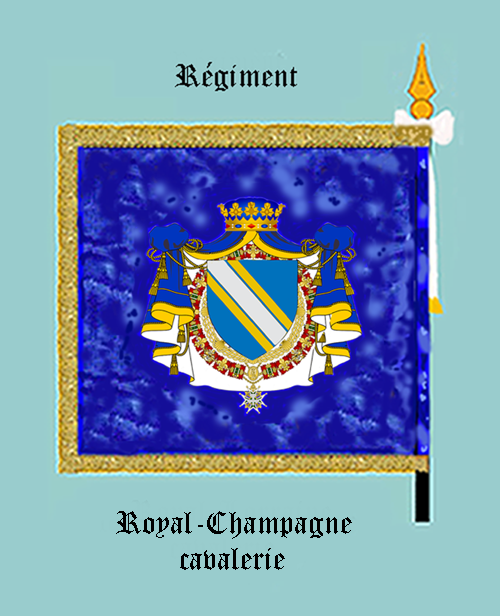
Royal-Champagne (Rückseite) 1761 bis 1791

### Uniformierung

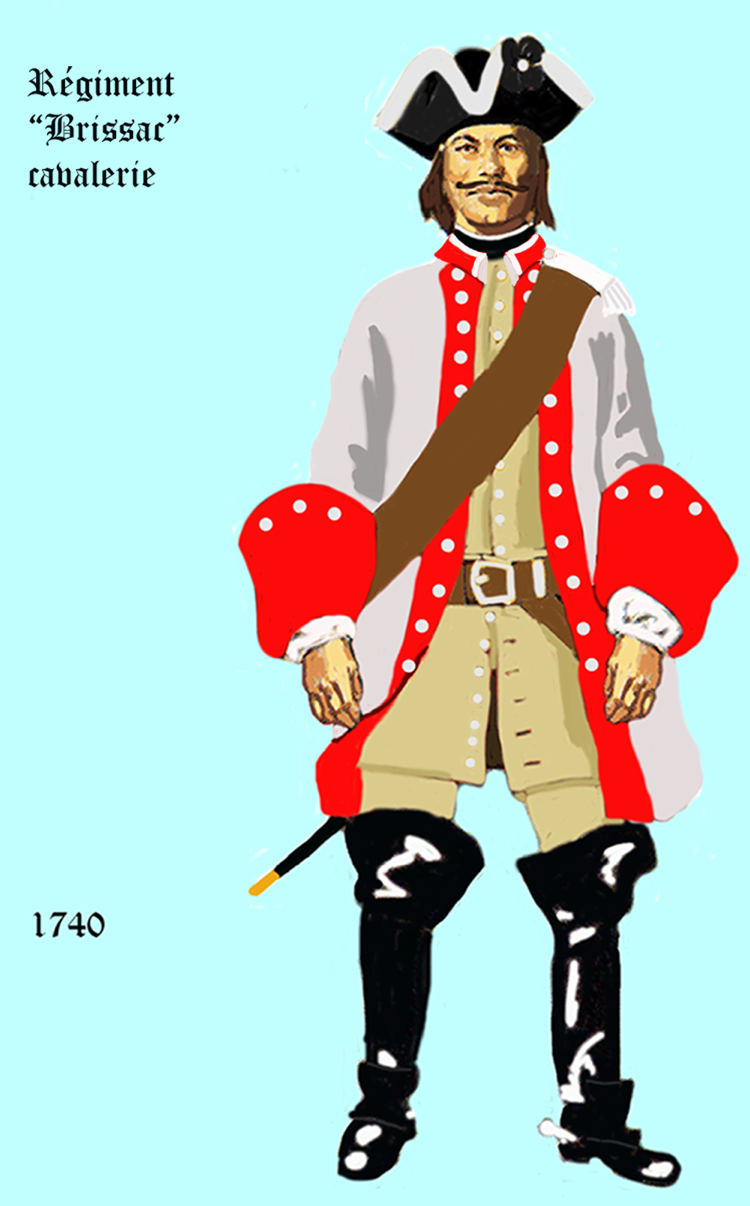
Régiment de Brissac cavalerie 1740
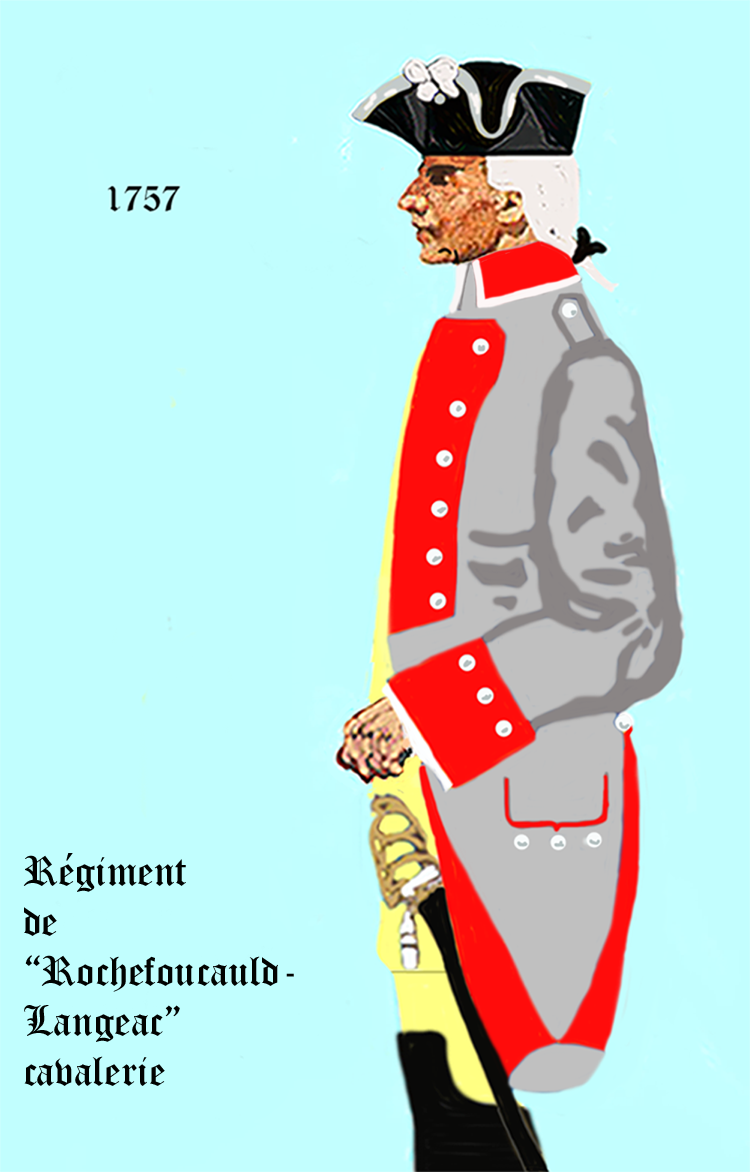
Régiment de La Rochefoucauld cavalerie  1757 bis 1761
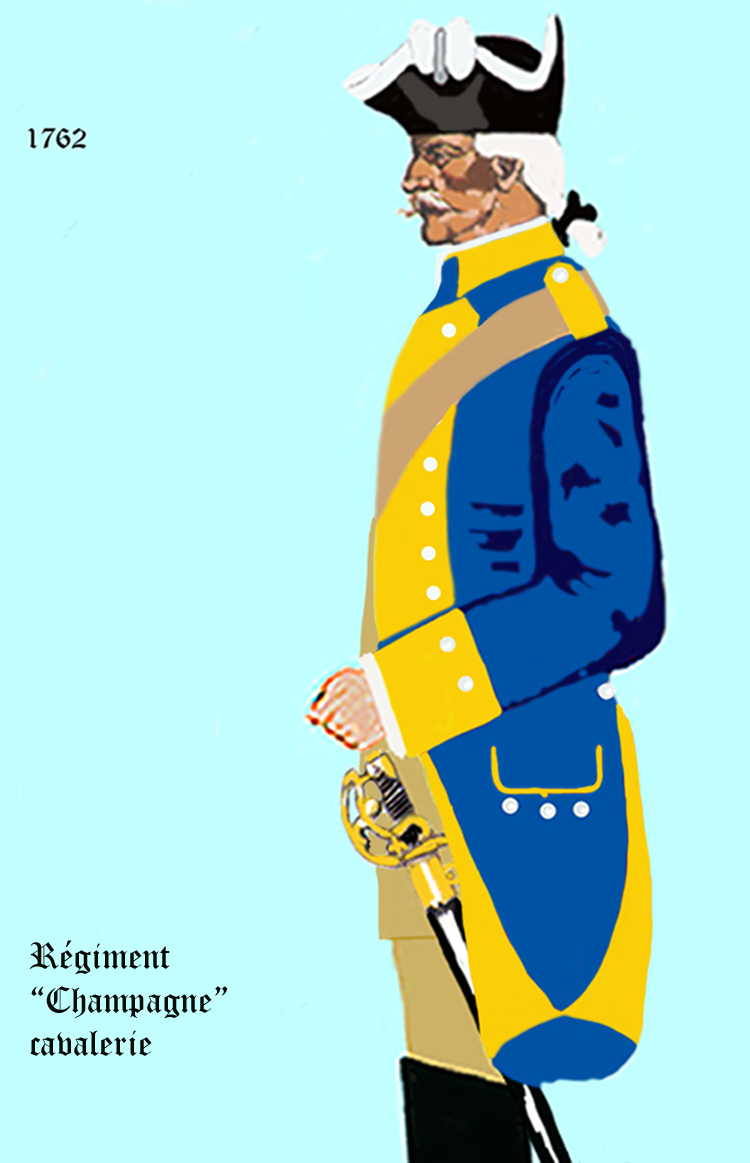
Régiment Royal-Champagne cavalerie 1762 bis 1767
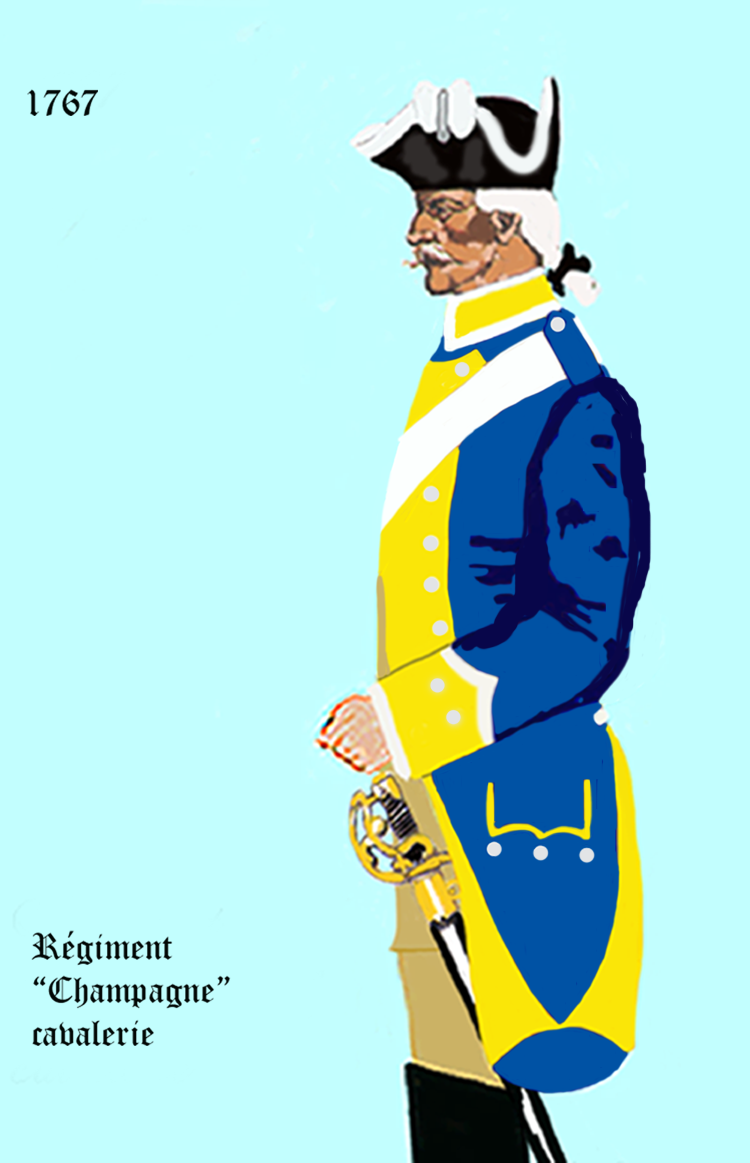
Régiment Royal-Champagne cavalerie 1767 bis 1776
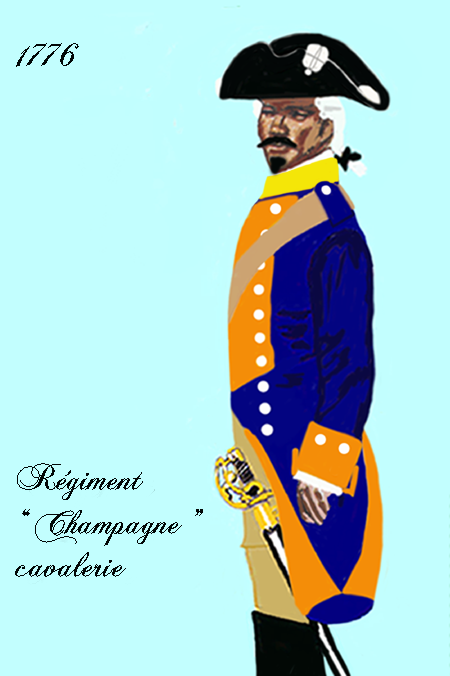
Régiment Royal-Champagne cavalerie 1776 bis 1779
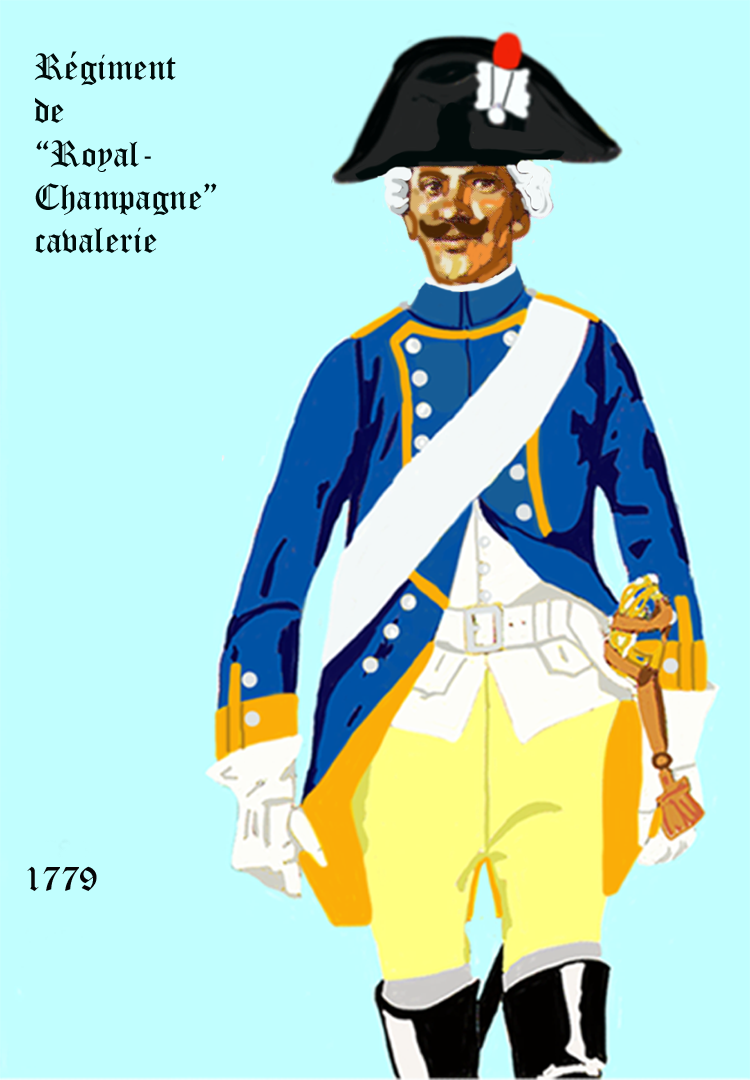
Régiment Royal-Champagne cavalerie 1779 bis 1786
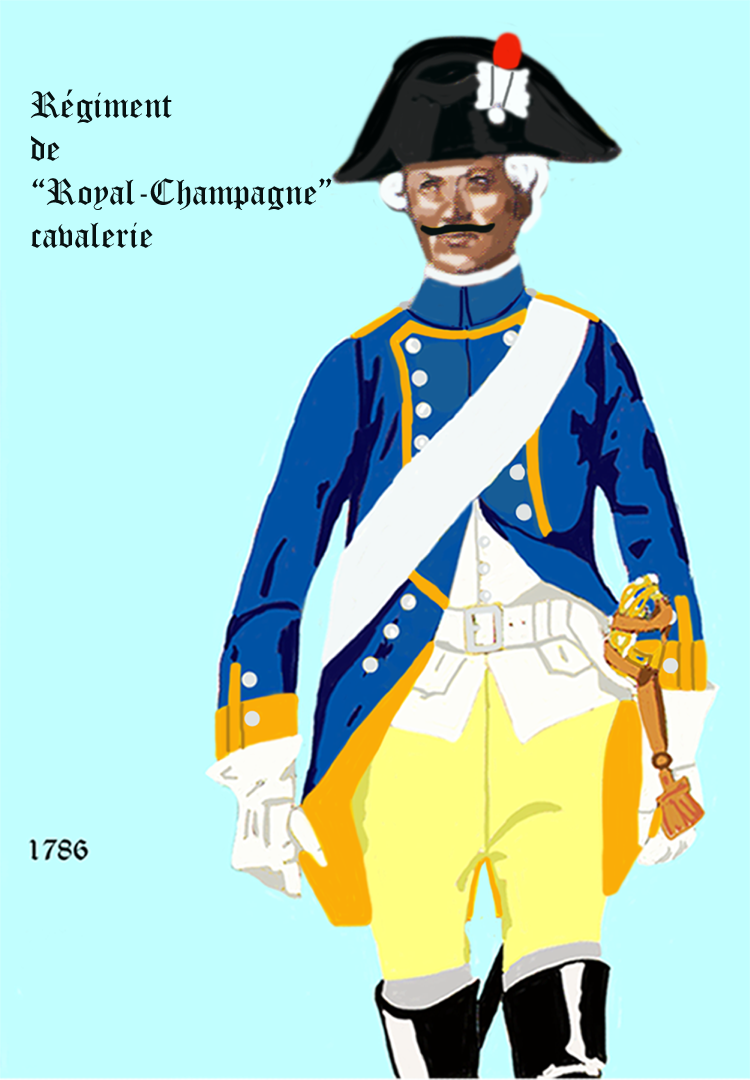
Régiment Royal-Champagne cavalerie 1786 bis 1791
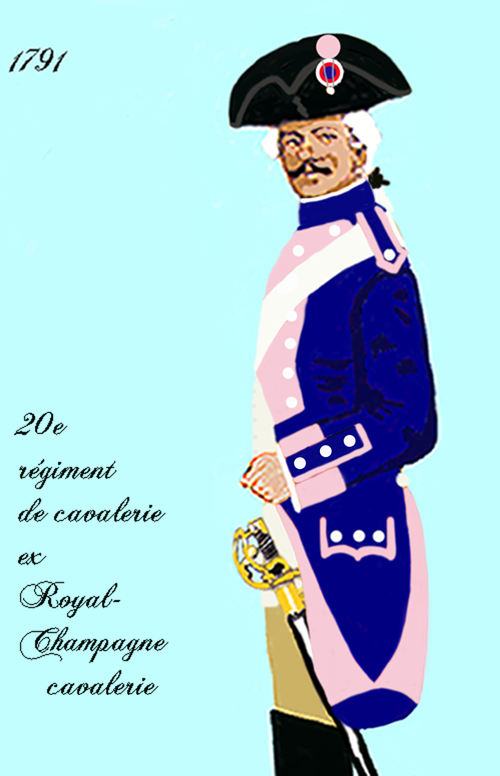
20e régiment de cavalerie 1791 bis 1803

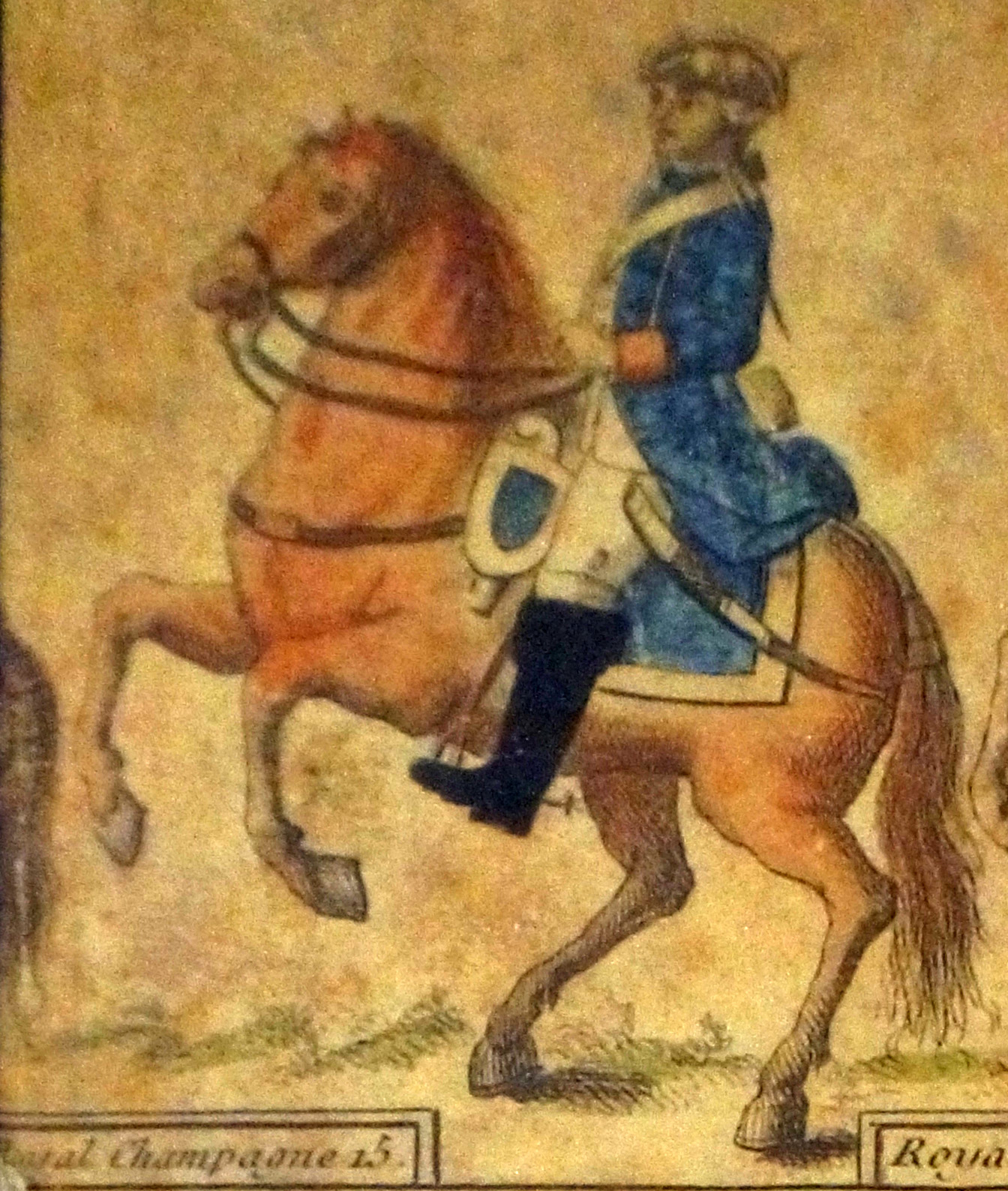
Royal-Champagne, ca. 1780 Sammlung im Musée de l’Armée

## Mestres de camp, Colonels/chefs-de-brigade
Mestre de camp war die Rangbezeichnung für den Regimentsinhaber und/oder den tatsächlichen Kommandanten. Sollte es sich bei dem Mestre de camp um eine Person des Hochadels handeln, die an der Führung des Regiments kein Interesse hatte (wie z. B. der König oder die Königin) so wurde das Kommando dem Mestre de camp lieutenant (oder Mestre de camp en second) überlassen. Während der Revolution wurde dieser Rang durch den „Colonel“  und von 1793 bis 1803 durch den Chef de brigade ersetzt.
- 1. Oktober 1682 : Mestre de camp Camille d’Hostun de la Baume, duc de Tallard
- 10. Dezember 1688 : Mestre de camp Jacques Henri II de Durfort, duc de Duras kommandiert von einem Mestre de camp en second
- 18. Oktober 1697 : Mestre de camp Jean-Baptiste de Durfort, duc de Duras
- 1710 : Mestre de camp Louis d'Aumont, marquis de Villequier
- April 1723 : Mestre de camp Louis-Charles, marquis de La Mothe-Houdancourt
- 10. März 1734 : Mestre de camp Jean-Paul-Timoléon de Cossé, duc de Brissac
- 20. Februar 1743 : Mestre de camp (ab 1761 Mestre de camp-lieutenant) Jean-Joseph, marquis de Rochefoucauld-Langhac
- 1. März 1763 : Mestre de camp-lieutenant Jean-François de la Rochefoucauld, marquis de Surgéres
- 19. Oktober 1771 : Mestre de camp-lieutenant Armand-Alexandre-Roger de la Rochefoucauld de Roye,

comte de Duretal
- 26. Mai 1774 : Mestre de camp-lieutenant Jacques-Henri-Salomon-Joseph de la Rochefoucauld, comte de Roucy
- 17. Juni 1776 : Mestre de camp-lieutenant Jean-Baptiste-Guillaume-Nicolas du Barry, comte d’Hargicourt
- 10. März 1788 : Mestre de camp-lieutenant Jules-Marie-Henri Faret, marquis de Fournés
- 5. Februar 1792 : Colonel Othon Grégoire Benoît de Lostende
- 1. August 1792 : Colonel Antoine de Wardener
- 22. September 1792: Colonel Barail de Saint-Sulpice
- 8. April 1793 : Chef de brigade Jean-Louis la Roque
- 16. November 1793 : Chef de brigade Sébastien Provence
- 27. Juli 1796 : Chef de brigade Charles-Claude-Liévain de Bonne d’Abouval
- 3. Mai 1799 : Chef de brigade de Bonardy de Saint-Sulpice

## Geschichte
Über die Gründung des Regiments gibt es nur spärliche Quellen, alles deutet jedoch darauf hin, dass der Marquis de Tallard am 1. Oktober 1682 das Regiment mit Stamm aus einer ihm gehörenden Kavalleriekompanie aufgestellt hat.
Es war in den folgenden Kriegen eingesetzt:
- Reunionskrieg (1683–1684)
- Pfälzischer Erbfolgekrieg
- Spanischer Erbfolgekrieg
- Polnischer Thronfolgekrieg
- Österreichischer Erbfolgekrieg
- Siebenjähriger Krieg
- Koalitionskriege

Erste Einsätze hat das Regiment 1683 bei der Belagerung von Courtrai und Dixmuide.
Es folgte die Belagerung von Luxemburg (1684) mit der anschließenden Verlegung in das Lager an der Saône, wo es mit Befehl vom 26. September 1685 bis auf die Leibkompanie reduziert wurde.
1688 ging die Kompanie in das Eigentum des Duc de Duras über, der das Regiment im Dezember des gleichen Jahres wieder komplettierte und es anschließend bei der Belagerung von Philippsburg und bis zum Ende des Pfälzischen Erbfolgekriegs in Deutschland und Flandern einsetzte. Der Duc de Duras starb 1697 in Flandern an den Pocken, im Camp de Compiègne erhielt daraufhin 1698 sein Bruder die Inhaberstelle.

Belagerung von Philippsburg

Im Jahre 1701 stand das Regiment im Spanischen Erbfolgekrieg in Flandern. Es nahm an der Schlacht bei Nimwegen teil, wo es eine holländische Standarte erbeuten konnte, ebenso war es am Gefecht bei Eckeren beteiligt.
- 1704 konnte es bei Lichtenau (Baden) eine 400 Mann starke gegnerische Truppe in die Flucht schlagen.
- 1705: Beteiligung beim Angriff auf die Weißenburger Linien
- 1706: Beim Entsatz der blockierten Festung Fort-Louis und Einnahme der Île du Marquisat.
- 1707: Angriff auf die Bühl-Stollhofener Linie, Einnahme von Pforzheim und Schorndorf, war an der Niederlage von General Janus bei Lorch (Württemberg) beteiligt, an der Einnahme von Schwäbisch Gmünd, dem Gefecht bei Säckingen, sowie der Einnahme von Mannheim und Laufen.

Zurück in Flandern nahm es 1708 an der Schlacht bei Oudenaarde und der Schlacht bei Malplaquet teil. Unter dem neuen Namen „Villequir cavalerie“ diente es in Flandern weiter bis zum Friedensschluss.
Im Jahre 1722 ging das Regiment in das Eigentum des späteren Marschall von Frankreich Philippe de La Mothe-Houdancourt über. Mit diesem zog es 1723 im Polnischen Thronfolgekrieg nach Italien, wo es an den Belagerungen von Sabionnetto und Bozzolo sowie der Einnahme von Pizzighetone und Mailand beteiligt war.
In der Schlacht bei Parma 1734 stand es als „Régiment de Brissac“ unter dem Oberkommando von Maréchal Villars. Es nahm weiter an den Unternehmungen gegen Trezzo sull’Adda, Lecco und Fuentès, der Einnahme von Serravalle, Novara, Arona (Piemont) und Tortona, dem Gefecht bei Colorno und Borgoforte teil.
- Schlacht bei Guastalla Hier konnte es die kaiserlichen Regimenter „Alexander Württemberg Dragoner“ und  „Vétaréni Kürassiere“ davon abhalten, die französische Infanterie anzugreifen.

Das Regiment blieb dann noch bis 1735 in Italien um nach der Belagerung von La Mirandole zur Rheinarmee versetzt zu werden, mit der es am Gefecht bei Klausen teilnahm. Bei dieser Aktion wurde der Duc de Brissac viermal von Musketenkugeln getroffen.
Nach seiner Rückkehr nach Frankreich wurde es zunächst in Hesdin und dann in Landau in der Pfalz stationiert. Am 23. September 1741 verließ das Regiment Landau, um in den Österreichischen Erbfolgekrieg zu ziehen. Am 4. November erreichte es Pilsen. Von hier aus nahm es als Teil der Aufklärungstruppen bei der Erkundung der Gegend um Prag teil. Danach war es an der Besetzung von Prag und von Vodňany beteiligt. Es folgte ein Marsch zur Unterstützung der Truppen in Frauenberg. Nach dieser Expedition griff es ein kaiserliches Kürassierregiment an und schlug es in die Flucht, war am Gefecht bei Sahay (tschechisch: Zahájí) beteiligt, griff unterstützend bei der Verteidigung von Protivín durch die „Brigade de Piémont“ ein und kämpfte mit der Kavallerie in den Tagen vor der Besetzung von Prag.
Zurück in Frankreich bezog es Garnison in Straßburg.
Im Jahre 1743 war das Regiment in das Eigentum des Hauses de La Rochefoucauld gelangt, die die nächsten vier Mestres de camp stellen sollte. Es zog 1744 nach Italien, wo es an den letzten fünf Feldzügen des Krieges teilnahm. Dort war es an allen noch durchgeführten Belagerungen, sowie an der Schlacht bei Piacenza und der am Tidone beteiligt.
Im Jahre 1746 findet sich das Regiment in der Gegend um Lyon wieder. 1747 stand es im Camp de Valence, danach zog es nach La Charité-sur-Loire, Castres, Carcassonne und Méolans-Revel, 1750 befand es sich in Belfort, 1751 in Vaucouleurs, 1752 in Montbrison, 1753 in Lyon, 1754 in Charleville und Mézières, 1755 im Camp de Richemont und in Vervins, 1856 in Phalsbourg und 1757 in Landau (Pfalz).
IM Siebenjährigen Krieg wurde das Régiment de La Rochefoucauld nach Deutschland kommandiert, wo es in der Schlacht bei Hastenbeck und der Schlacht bei Krefeld eingesetzt wurde. 1760 stand es dann im Grenzschutz in der Bretagne.
Mit der Umorganisation der Kavallerie vom 1. Dezember 1761 war dem Regiment der Name „Royal-Champagne“ verliehen worden (Mestre de camp des Regiments war jetzt der König selbst) und es stieg in der Rangfolge der Kavallerieregimenter zur Nummer 20 auf. Im Zuge dieser Umorganisation wurden am 10. April 1763 in Nantes die Reste des aufgelösten „Régiment de Preyssac cavalerie“ eingegliedert.
Bis zum Beginn der französischen Revolution wechselte das Regiment in kurzen Abständen seine Garnison.
Es lag 1763 Rennes, 1764 in Provins, 1766 in Landau, 1768 in Joigny, 1771 in Metz, 1772 in
Lille, 1773 in Neufchâteau, 1774 in Épinal, 1775 in Thionville, 1777 in Libourne mit einem Détachement in Montauban, 1780 in Belfort, 1782 in Abbeville, 1783 in Calais und Ardres, 1784 in Hesdin, 1787 in Béthune und Arras, 1788 im Camp de Saint-Omer, im Camp von Chartres und in Châteaudun, sowie 1790 in Falaise und Pont-Audemer.
Zu Beginn des Krieges 1792 wurden zwei Escadrons zur „Armée du Nord“, eine zur „Armée du Rhin“ kommandiert; die 4. Escadron blieb in Tournai.

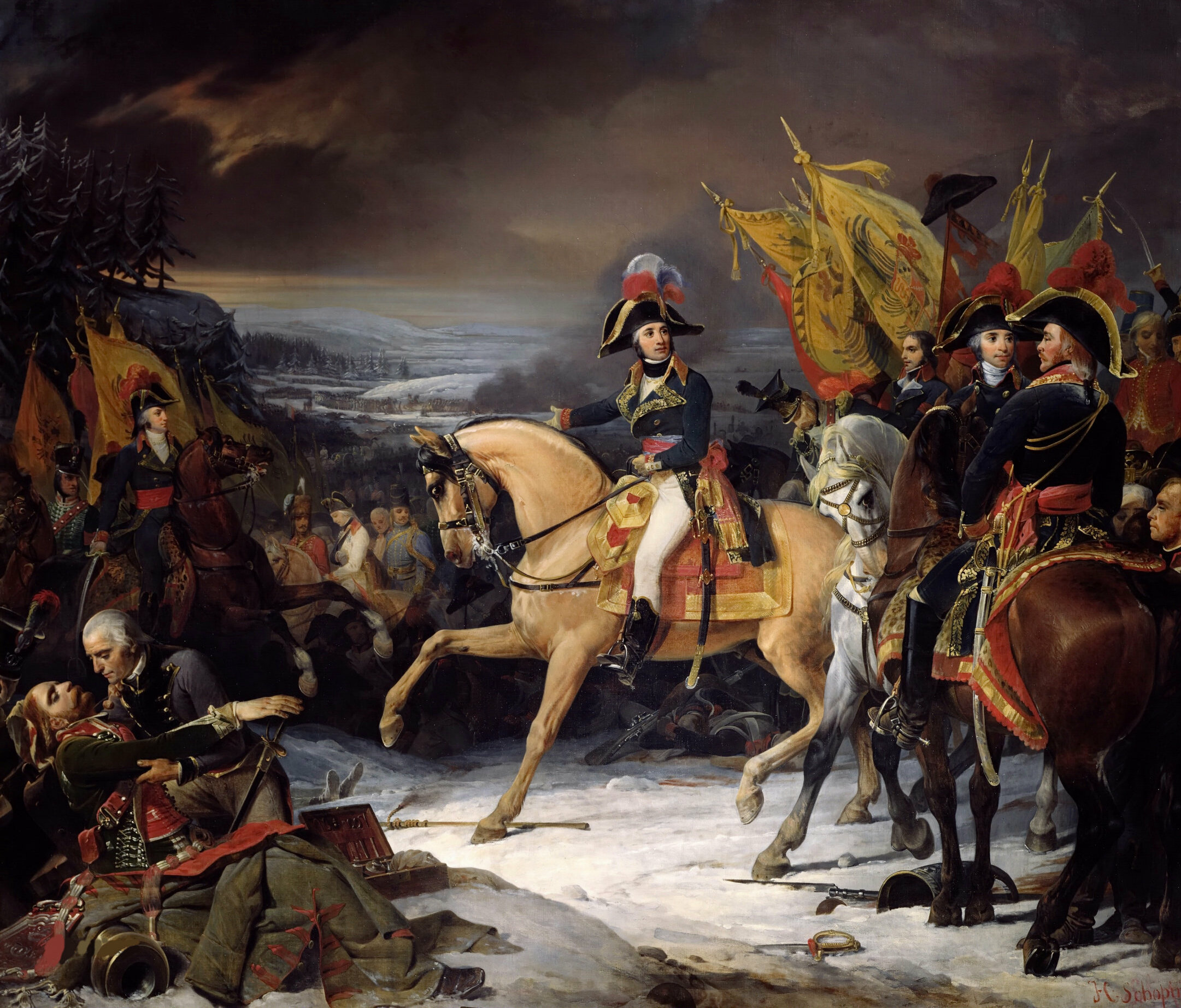
Schlacht bei Hohenlinden

Es diente dann bis 1796 in der „Armée du Nord“, nahm jedoch am Feldzug von 1796 in der „Armée de Sambre-et-Meuse“ teil. Von 1797 bis zum Tag der Auflösung anlässlich der Umorganisation der Streitkräfte 1803 stand es ununterbrochen bei der Rheinarmee, die letzte Schlacht, an der es teilnahm, war die Schlacht bei Hohenlinden. Die Auflösung erfolgte in Lüttich und Maastricht, das Regiment wurde wie folgt verteilt:
- Ein Detachement an das 1er régiment de carabiniers
- eine Escadron an das 9e régiment de cuirassiers
- eine Escadron an das 10e régiment de cuirassiers
- eine Escadron an das 11e régiment de cuirassiers

## Bekannte Angehörige des Regiments
Maréchal Louis-Nicolas Davout als sous-lieutenant.